# Al-Basra (Marroc)
|  | Per a altres significats, vegeu «Bàssora». |

Al-Basra (àrab: البصرة, al-Baṣra) fou una antiga ciutat del Marroc, coneguda com a Basra al-Hamra (àrab: البصرة الحمراء, al-Baṣra al-Ḥamrāʾ, ‘Basra la Roja’) a causa d'estar situat entre dos turons de terra rogenca que donen al sol una tonalitat vermellosa. Fou la capital d'estiu de la dinastia idríssida (segles IX a X). El nom li fou donat per la ciutat de Bàssora, a l'Iraq, i estava situada en la ruta entre Suk al-Arba i Ouezzane, a uns 40 km de la costa de l'Atlàntic i uns 20 km al sud de Ksar al-Kebir.
Probablement ocupava el lloc de la ciutat romana de Tremulae i es va fundar vers la mateixa època de Asila (Arzila) segurament per Idrís II al començament del segle ix. Quan Muhàmmad (828-836) va repartir els seus dominis, la ciutat va correspondre al seu germà al-Qàssim ibn Idrís, junt amb Tànger i dependències. El geògraf àrab Ibn Hàwqal al segle ix la descriu com un centre comercial pròsper que produïa cotó i cereals.
A la meitat del segle x, quan el general Jàwhar, al servei del califa fatimita al-Muïzz, va conquerir el Magrib (958-960), al-Basra va esdevenir capital d'un petit estat idríssida feudatari dels fatimites que incloïa el país dels Ghumara i el Rif, sota el príncep idríssida al-Hassan ibn Gennun, però el 6 d'octubre del 973 fou conquerit pel califa omeia de Còrdova al-Hàkam II. Llavors s'hi va establir Yahya ibn Hamdun que va governar pel seu compte però en fou expulsat per Bulugguín ibn Ziri (972-984) que va arrasar les fortificacions (979), però fou rebutjat pels amazics zenata i els cordovesos. Al-Bakrí encara l'esmenta com una vila de certa importància amb mesquites, jardins, pastures i camps de cultiu. Però al final del segle xi o al segle xii va entrar en decadència i fou abandonada progressivament. Al segle xv en temps de Lleó l'Africà, estava totalment en runes.
Actualment només en resten les muralles. Fou excavada a partir del 1980.